# إيان بريجنسكي
إيان جوزيف بريجنسكي (بالإنجليزية: Ian Brzezinski) (و. القرن 20  م) هو سياسي وخبير عسكري من الولايات المتحدة الأمريكية . شغل منصب نائب مساعد وزير الدفاع لشؤون أوروبا وسياسة حلف شمال الاطلسي ما بين 2001 و2005، في عهد الرئيس جورج دبليو بوش.